# Ski de fond aux Jeux olympiques de 2018 – 50 kilomètres hommes
Navigation
Sotchi 2014 Pékin 2022
L'épreuve masculine de 50 kilomètres de ski de fond des Jeux olympiques d'hiver de 2018 a lieu le 24 février 2018 au Centre de biathlon et de ski de fond d'Alpensia. Le format est un départ groupé en style classique.

## Médaillés
| Or                  | Argent                    | Bronze              |
| Iivo Niskanen (FIN) | Aleksandr Bolshunov (OAR) | Andrey Larkov (OAR) |

## Résultats
| Rang                                | Dossard | Nom                     | Nationalité        | Temps             | Retard         |
| ----------------------------------- | ------- | ----------------------- | ------------------ | ----------------- | -------------- |
| Médaille d'or, Jeux olympiques      | 8       | Iivo Niskanen           | Finlande           | 2 h 08 min 22 s 1 | –              |
| Médaille d'argent, Jeux olympiques  | 7       | Aleksandr Bolshunov     | Russie (OAR)       | 2 h 08 min 40 s 8 | +18 s 7        |
| Médaille de bronze, Jeux olympiques | 11      | Andrey Larkov           | Russie (OAR)       | 2 h 10 min 59 s 6 | +2 min 37 s 5  |
| 4                                   | 2       | Alex Harvey             | Canada             | 2 h 11 min 05 s 7 | +2 min 43 s 6  |
| 5                                   | 4       | Martin Johnsrud Sundby  | Norvège            | 2 h 11 min 05 s 8 | +2 min 43 s 7  |
| 6                                   | 3       | Hans Christer Holund    | Norvège            | 2 h 11 min 12 s 2 | +2 min 50 s 1  |
| 7                                   | 15      | Daniel Rickardsson      | Suède              | 2 h 12 min 12 s 5 | +3 min 50 s 4  |
| 8                                   | 22      | Martin Jakš             | République tchèque | 2 h 12 min 32 s 6 | +4 min 10 s 5  |
| 9                                   | 1       | Dario Cologna           | Suisse             | 2 h 12 min 43 s 2 | +4 min 21 s 1  |
| 10                                  | 12      | Emil Iversen            | Norvège            | 2 h 12 min 59 s 0 | +4 min 36 s 9  |
| 11                                  | 29      | Scott Patterson         | États-Unis         | 2 h 13 min 14 s 2 | +4 min 52 s 1  |
| 12                                  | 6       | Aleksey Chervotkin      | Russie (OAR)       | 2 h 13 min 19 s 0 | +4 min 56 s 9  |
| 13                                  | 21      | Niklas Dyrhaug          | Norvège            | 2 h 13 min 20 s 5 | +4 min 58 s 4  |
| 14                                  | 28      | Andreas Katz            | Allemagne          | 2 h 13 min 32 s 3 | +5 min 10 s 2  |
| 15                                  | 5       | Alexey Poltoranin       | Kazakhstan         | 2 h 13 min 37 s 1 | +5 min 15 s 0  |
| 16                                  | 27      | Giandomenico Salvadori  | Italie             | 2 h 13 min 45 s 4 | +5 min 23 s 3  |
| 17                                  | 56      | Algo Kärp               | Estonie            | 2 h 13 min 45 s 7 | +5 min 23 s 6  |
| 18                                  | 9       | Jean-Marc Gaillard      | France             | 2 h 14 min 31 s 4 | +6 min 09 s 3  |
| 19                                  | 37      | Maicol Rastelli         | Italie             | 2 h 15 min 10 s 0 | +6 min 47 s 9  |
| 20                                  | 16      | Denis Spitsov           | Russie (OAR)       | 2 h 16 min 24 s 6 | +8 min 02 s 5  |
| 21                                  | 26      | Dietmar Nöckler         | Italie             | 2 h 16 min 29 s 2 | +8 min 07 s 1  |
| 22                                  | 14      | Francesco De Fabiani    | Italie             | 2 h 17 min 14 s 3 | +8 min 52 s 2  |
| 23                                  | 23      | Keishin Yoshida         | Japon              | 2 h 17 min 21 s 9 | +8 min 59 s 8  |
| 24                                  | 18      | Clément Parisse         | France             | 2 h 17 min 25 s 4 | +9 min 03 s 3  |
| 25                                  | 13      | Matti Heikkinen         | Finlande           | 2 h 17 min 34 s 8 | +9 min 12 s 7  |
| 26                                  | 32      | Devon Kershaw           | Canada             | 2 h 17 min 49 s 4 | +9 min 27 s 3  |
| 27                                  | 48      | Graeme Killick          | Canada             | 2 h 18 min 28 s 8 | +10 min 06 s 7 |
| 28                                  | 25      | Jens Burman             | Suède              | 2 h 18 min 34 s 5 | +10 min 12 s 4 |
| 29                                  | 35      | Perttu Hyvärinen        | Finlande           | 2 h 18 min 38 s 5 | +10 min 16 s 4 |
| 30                                  | 19      | Thomas Bing             | Allemagne          | 2 h 18 min 41 s 1 | +10 min 19 s 0 |
| 31                                  | 30      | Candide Pralong         | Suisse             | 2 h 18 min 41 s 5 | +10 min 19 s 4 |
| 32                                  | 38      | Paul Constantin Pepene  | Roumanie           | 2 h 18 min 44 s 0 | +10 min 21 s 9 |
| 33                                  | 42      | Noah Hoffman            | États-Unis         | 2 h 19 min 04 s 1 | +10 min 42 s 0 |
| 34                                  | 34      | Irineu Esteve Altimiras | Andorre            | 2 h 19 min 08 s 3 | +10 min 46 s 2 |
| 35                                  | 51      | Imanol Rojo             | Espagne            | 2 h 19 min 10 s 1 | +10 min 48 s 0 |
| 36                                  | 33      | Max Hauke               | Autriche           | 2 h 20 min 39 s 9 | +12 min 17 s 8 |
| 37                                  | 10      | Andrew Musgrave         | Grande-Bretagne    | 2 h 20 min 57 s 9 | +12 min 35 s 8 |
| 38                                  | 46      | Andreas Veerpalu        | Estonie            | 2 h 21 min 13 s 2 | +12 min 51 s 1 |
| 39                                  | 40      | Yevgeniy Velichko       | Kazakhstan         | 2 h 21 min 43 s 2 | +13 min 21 s 1 |
| 40                                  | 36      | Viktor Thorn            | Suède              | 2 h 21 min 53 s 8 | +13 min 31 s 7 |
| 41                                  | 47      | Aleš Razým              | République tchèque | 2 h 22 min 06 s 8 | +13 min 44 s 7 |
| 42                                  | 54      | Bernhard Tritscher      | Autriche           | 2 h 22 min 47 s 7 | +14 min 25 s 6 |
| 43                                  | 24      | Ristomatti Hakola       | Finlande           | 2 h 22 min 50 s 1 | +14 min 28 s 0 |
| 44                                  | 41      | Michail Semenov         | Biélorussie        | 2 h 22 min 51 s 2 | +14 min 29 s 1 |
| 45                                  | 39      | Ueli Schnider           | Suisse             | 2 h 23 min 17 s 3 | +14 min 55 s 2 |
| 46                                  | 20      | Lucas Bögl              | Allemagne          | 2 h 23 min 42 s 8 | +15 min 20 s 7 |
| 47                                  | 58      | Kim Magnus              | Corée du Sud       | 2 h 24 min 14 s 0 | +15 min 51 s 9 |
| 48                                  | 57      | Tyler Kornfield         | États-Unis         | 2 h 24 min 36 s 5 | +16 min 14 s 4 |
| 49                                  | 49      | Russell Kennedy         | Canada             | 2 h 25 min 16 s 6 | +16 min 54 s 5 |
| 50                                  | 55      | Oleksii Krasovskyi      | Ukraine            | 2 h 25 min 36 s 4 | +17 min 14 s 3 |
| 51                                  | 60      | Peter Mlynár            | Slovaquie          | 2 h 26 min 14 s 7 | +17 min 52 s 6 |
| 52                                  | 45      | Vitaliy Pukhkalo        | Kazakhstan         | 2 h 27 min 10 s 6 | +18 min 48 s 5 |
| 53                                  | 64      | Andrej Segeč            | Slovaquie          | 2 h 27 min 44 s 3 | +19 min 22 s 2 |
| 54                                  | 66      | Callum Smith            | Grande-Bretagne    | 2 h 27 min 56 s 3 | +19 min 34 s 2 |
| 55                                  | 53      | Petr Knop               | République tchèque | 2 h 29 min 20 s 9 | +20 min 58 s 8 |
| 56                                  | 62      | Phillip Bellingham      | Australie          | 2 h 30 min 39 s 7 | +22 min 17 s 6 |
| 57                                  | 59      | Indulis Bikše           | Lettonie           | 2 h 31 min 07 s 5 | +22 min 45 s 4 |
| 58                                  | 63      | Callum Watson           | Australie          | 2 h 33 min 28 s 6 | +25 min 06 s 5 |
| 59                                  | 67      | Wang Qiang              | Chine              | 2 h 34 min 43 s 0 | +26 min 20 s 9 |
| 60                                  | 71      | Martin Møller           | Danemark           | 2 h 36 min 10 s 8 | +27 min 48 s 7 |
| —                                   | 68      | Mantas Strolia          | Lituanie           | LAP               |                |
| —                                   | 70      | Mark Chanloung          | Thaïlande          | LAP               |                |
| —                                   | 69      | Kim Eun-ho              | Corée du Sud       | LAP               |                |
| —                                   | 31      | Jonas Dobler            | Allemagne          | DNF               |                |
| —                                   | 43      | Veselin Tzinzov         | Bulgarie           | DNF               |                |
| —                                   | 50      | Miroslav Rypl           | République tchèque | DNF               |                |
| —                                   | 65      | Miroslav Šulek          | Slovaquie          | DNF               |                |
| —                                   | 17      | Calle Halfvarsson       | Suède              | DNF               |                |
| —                                   | 44      | Snorri Einarsson        | Islande            | DNF               |                |
| —                                   | 52      | Denis Volotka           | Kazakhstan         | DNS               |                |
| —                                   | 61      | Thomas Hjalmar Westgård | Irlande            | DNS               |                |